# Сергеевка (приток Осинки)
Сергеевка — река в России, протекает в Осинском районе Пермского края. Устье реки находится в 3,2 км от устья по правому берегу реки Осинки незадолго до её впадения в Осинский залив Воткинского водохранилища на Каме. Длина реки составляет 10 км.

## География
Протекает на юге края, на западе Тулвинской возвышенности. Исток находится на северных склонах горы Ореховая (251 м) в 12 км к юго-западу от центра города Оса.
Течёт на север, протекает деревню Сергеева. Впадает в Осинку на западной окраине города Оса.

## Данные водного реестра
По данным государственного водного реестра России относится к Камскому бассейновому округу, водохозяйственный участок реки — Кама от Камского гидроузла до Воткинского гидроузла, речной подбассейн реки — бассейны притоков Камы до впадения Белой. Речной бассейн реки — Кама.
По данным геоинформационной системы водохозяйственного районирования территории РФ, подготовленной Федеральным агентством водных ресурсов:
- Код водного объекта в государственном водном реестре — 10010101012111100015131
- Код по гидрологической изученности (ГИ) — 111101513
- Код бассейна — 10.01.01.010
- Номер тома по ГИ — 11
- Выпуск по ГИ — 1